# Petr Vichnar
Petr Vichnar (* 31. října 1953 Praha) je český sportovní redaktor a televizní komentátor.
Po ukončení Fakulty tělesné výchovy a sportu Univerzity Karlovy se v roce 1978 stal stálým členem Redakce sportu Československé televize. S televizí spojil celou profesní kariéru. Působil ve vedení redakce, mj. byl vedoucím úseku sportovních komentátorů. V Československé televizi moderoval Televizní noviny a Aktuality, od roku 1980 do roku 1998 a poté od 9. dubna 2012 až doposud v České televizi moderuje Branky, body, vteřiny.
Jeho specializací je především lední hokej, alpské lyžování, krasobruslení, házená a vodní slalom. Celkem šestnáctkrát komentoval olympijské hry, z toho osmkrát letní a osmkrát zimní hry.
Společně s moderátorkou Marcelou Augustovou a rozhlasovou redaktorkou Barborou Kroužkovou po několik let v České televizi uváděl mezinárodní zábavní soutěžní pořad Hry bez hranic.
Při MS 2015 v Praze a Ostravě ukončil své působení v hokejové redakci. Komentoval šestnáct mistrovství světa, pět olympijských her a jeden Světový pohár. Celkově komentoval 214 hokejových utkání v rámci olympijských her a mistrovství světa (v letech 1985–2005) a čtrnáctkrát uváděl Studio MS. V prosinci 2024 byl uveden do Síně slávy českého hokeje.

## Rodina
Z prvního manželství má dvě děti, socioložku Veroniku a syna Ondřeje. S druhou manželkou Evou Vichnarovou má sportovního novináře Martina.